# Odontoconus spinipes
Odontoconus spinipes är en insektsart som beskrevs av Fritze 1908. Odontoconus spinipes ingår i släktet Odontoconus och familjen vårtbitare. Inga underarter finns listade i Catalogue of Life.